# Nanogram
Un nanogram (símbol: ng) és una unitat de massa del Sistema Internacional d'Unitats equivalent a la mil milionèsima part d'un gram, o sigui:
1 ng = 0,000 000 001 g
Un nanogram és la massa de 1000 µm3 d'aigua. Com que aquest és el volum típic de moltes cèl·lules, un nanogram és també la massa típica de les cèl·lules.